# Toxotomimus
Toxotomimus is een kevergeslacht uit de familie van de boktorren (Cerambycidae). De wetenschappelijke naam van het geslacht werd voor het eerst geldig gepubliceerd in 1917 door Heller.

## Soorten
Toxotomimus omvat de volgende soorten:
- Toxotomimus baladicus (Montrouzier, 1861)
- Toxotomimus fasciolatus (Fauvel, 1906)